# Галямин, Олег Алексеевич
Олег Алексеевич Галямин (9 апреля 1940, Москва — 6 декабря 2011, Москва) — советский хоккеист и футболист, советский и российский хоккейный тренер.

## Карьера
Воспитанник армейского спорта. В молодости занимался футболом и хоккеем. В футбольном ЦСКА провел несколько официальных матчей за дочернюю команду в классе «Б». В 1958 году стал чемпионом СССР среди молодежных команд. Галямин выступал в одной тройке с Виктором Кузькиным и Владимиром Каменевым. В сезоне 1958/59 года — игрок ЦСК МО, но на льду оказывается лишь в одной игре.
С 1959 года — игрок калининских армейцев.
В 1963 году перешёл в «Спартак». Серебряный (1965) и бронзовый (1964) призёр чемпионата СССР.
С 1965 года играл в составе рязанского «Станкостроителя».

## Тренерская карьера
С 1968 года — играющий тренер «Станкостроителя».
В 1980 году поступил в Высшую школу тренеров, после окончания которой в 1982 году принял казанский клуб им. Урицкого. Из-за низких достижений команды в 1984 году Галямин был снят с должности. В 1984—1986 годах — тренер «Темпа» Загорск.
В сезоне 1986/87 работал с орским «Южным Уралом», в 1987—1991 — тренер липецкого «Трактора». В 1989 году удостоен звания заслуженный тренер РСФСР. В сезоне 1991/92 тренировал московский «Аргус», с октября 1991 года — рязанский «Вятич». В 1993—1995 годах работал с череповецким «Металлургом». В 1995/96 — тренер тамбовского «Авангарда».
В сезоне 1999—2000 возглавлял женскую сборную России.
В 2002—2004 годах возглавлял «Рыбинск». В 2004—2007 годах — снова в Орске. С 2007 года работал с московской юношеской командой «Синяя птица».
Умер 6 декабря 2011 года в Москве. Похоронен на Митинском кладбище.